# Mimela ignistriata
Mimela ignistriata är en skalbaggsart som beskrevs av Lin 1990. Mimela ignistriata ingår i släktet Mimela och familjen Rutelidae. Inga underarter finns listade i Catalogue of Life.